# Шилікти (Зайсанський район)
Шилікти́ (каз. Шілікті) — село у складі Зайсанського району Східноказахстанської області Казахстану. Адміністративний центр Шиліктинського сільського округу.
Населення — 861 особа (2021; 1357 у 2009, 1673 у 1999, 1608 у 1989).
Національний склад станом на 1989 рік:
- казахи — 100 %

У радянські часи село мало також назву Чилікти.